# Ignas Vaitkus
Ignas Vaitkus (Šiauliai, 22 febbraio 1993) è un cestista lituano.